# María Magdalena
María Magdalena (en hebreo: מרים המגדלית‎; en griego antiguo: Μαρία ἡ Μαγδαληνή) es mencionada, tanto en el Nuevo Testamento canónico como en varios evangelios apócrifos, como una distinguida discípula de Jesús de Nazaret. Su nombre hace referencia a su lugar de procedencia: Magdala, localidad situada en la costa occidental del lago de Tiberíades y aldea cercana a Cafarnaúm. 
Es considerada santa por la Iglesia católica, la Iglesia ortodoxa y la Comunión anglicana, que celebran su festividad el 22 de julio. Reviste una especial importancia para las corrientes gnósticas del cristianismo. En 1988, el papa Juan Pablo II en la carta Mulieris Dignitatem se refirió a ella como la "apóstol de los apóstoles", y el 10 de junio de 2016, la Congregación para el Culto Divino y la Disciplina de los Sacramentos publicó un decreto por el cual se eleva la celebración de santa María Magdalena al grado de fiesta en el Calendario romano general, por expreso deseo del papa Francisco.

## María Magdalena en el Nuevo Testamento

### Ciudad de Magdala

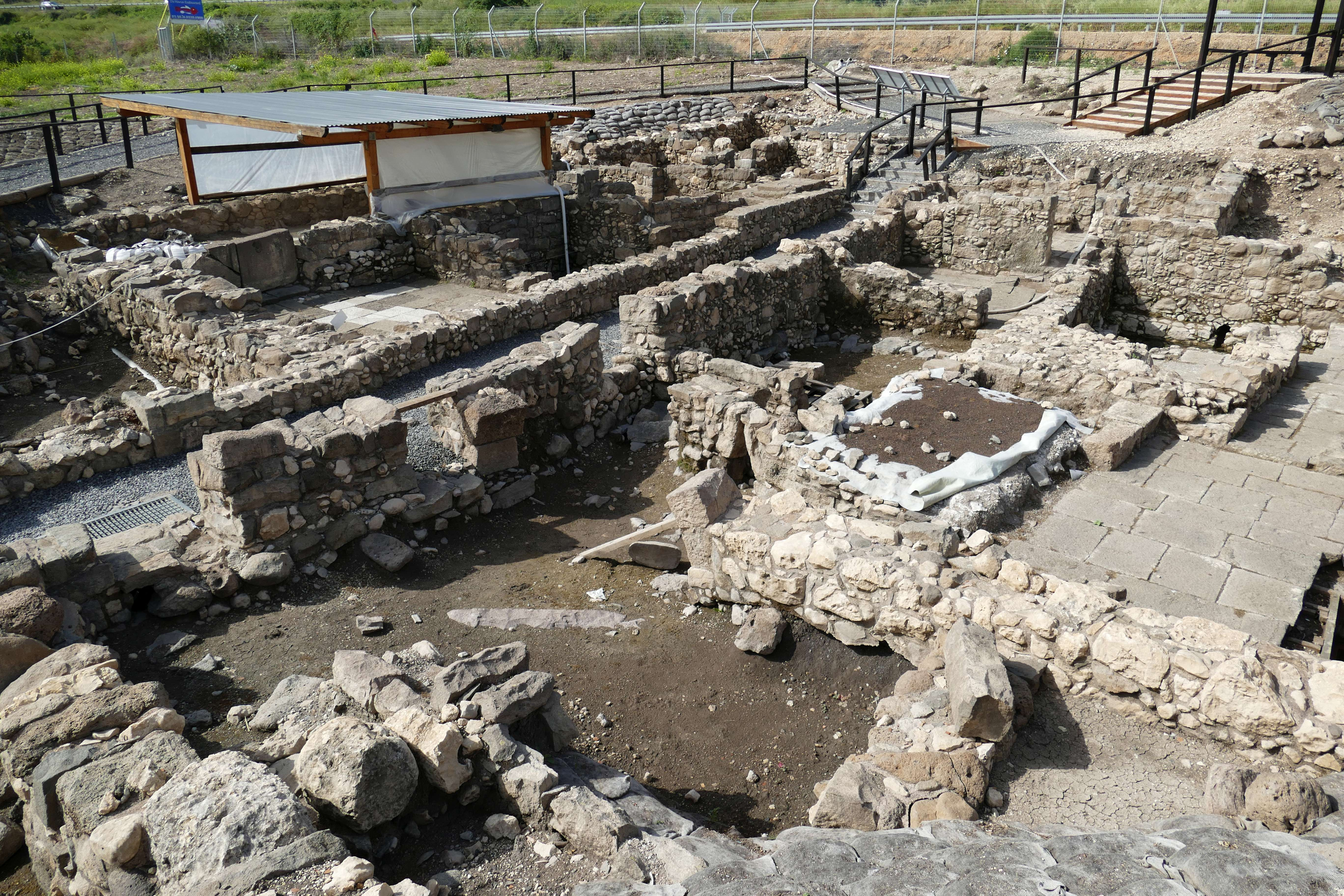
El yacimiento arqueológico de Magdala, Israel, lugar de nacimiento de María Magdalena.

La ciudad de Magdala es el lugar de nacimiento de María Magdalena, cuyo nombre se origina de este lugar. Es una pequeña ciudad localizada en el norte de Israel, a solo dos horas de distancia de Jerusalén, y es anfitriona de peregrinaciones anuales de devotos de todo el mundo.

### María Magdalena según los evangelios

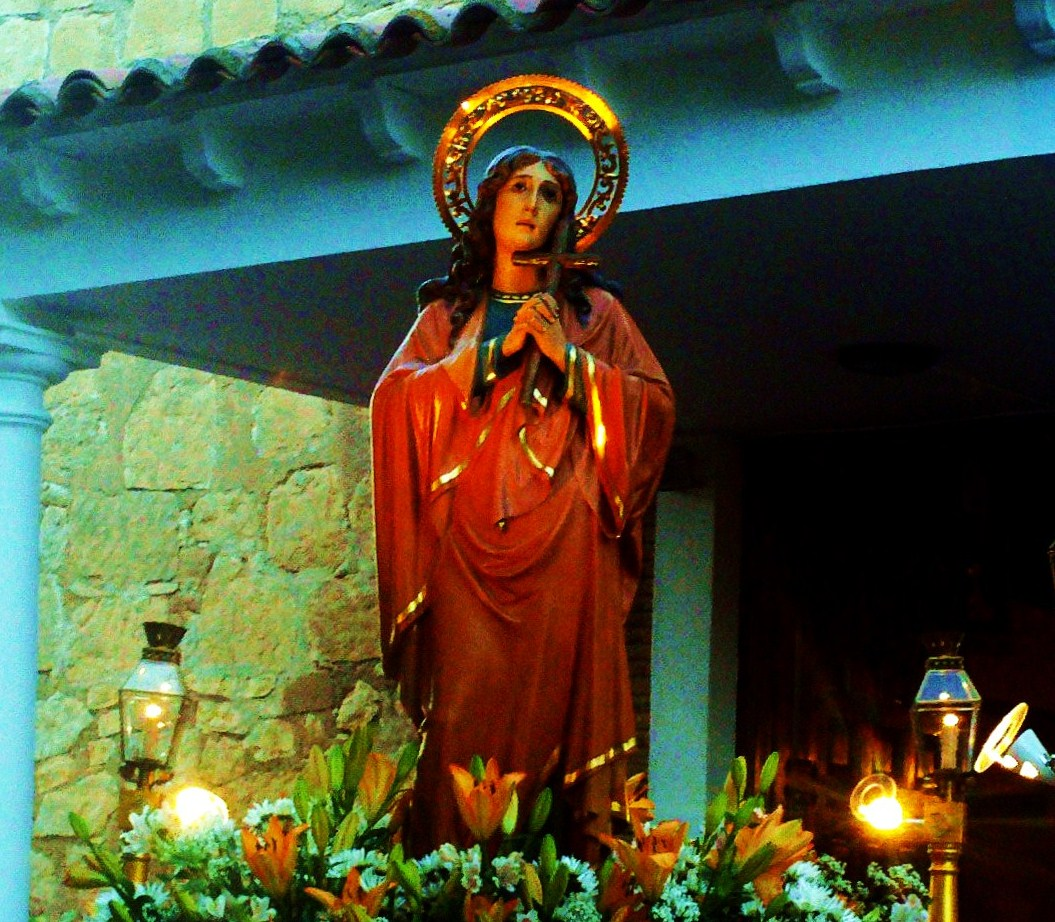
Santa María Magdalena, (Villamuelas, Toledo, España).

La información sobre María Magdalena en los evangelios canónicos es escasa. Es citada en relación con cinco hechos diferentes: 
- De acuerdo con el Evangelio de Lucas, María Magdalena alojó y proveyó materialmente a Jesús y sus discípulos durante su predicación en Galilea. Se añade que anteriormente había sido curada por Jesús: «Le acompañaban los doce y algunas mujeres que habían sido curadas de enfermedades y espíritus malignos: María, llamada Magdalena, de la cual habían salido siete demonios Lucas 8:1-2.
- De acuerdo con los Evangelios de Marcos, Mateo y Juan, estuvo presente con María, la madre de Jesús, otras mujeres y el discípulo amado durante la crucifixión de Jesús.
- Estuvo presente en la sepultura y vio donde Jesús era puesto, según Mateo 27:61 y Marcos 15:47. Se la menciona junto a María, la madre de Santiago el menor.
- En compañía de otras mujeres, fue la primera testigo de la resurrección, según una tradición en la que concuerdan los cuatro evangelios. Después comunicó la noticia a Pedro y a los demás apóstoles.
- Según un relato que solo aparece en el Evangelio de Juan, fue testigo ocular de una aparición de Jesús resucitado.
- También el Evangelio de Marcos, menciona cortamente la aparición de Jesús resucitado a la Magdalena.

### Identificación con otros personajes
Los citados son los únicos pasajes de los evangelios canónicos en los que se nombra a María de Magdala. La tradición católica, sin embargo, ha identificado con María Magdalena a otros personajes citados en el Nuevo Testamento:
- La mujer adúltera a la que Jesús salva de la lapidación, en un episodio que solo relata el Evangelio de Juan
- La mujer que unge con perfumes los pies de Jesús y los enjuga con sus cabellos antes de su llegada a Jerusalén según los evangelios sinópticos, cuyo nombre no se menciona. La unción tuvo lugar durante el ministerio en Galilea.
- María de Betania, hermana de Lázaro, a la que se atribuye en el Evangelio de Juan la iniciativa antes mencionada, y que aparece en otros conocidos pasajes del cuarto evangelio, como la resurrección de Lázaro. Se identifica también con la María del episodio de la disputa entre Marta y María.

La identidad de María Magdalena como María de Betania y «la mujer quien fue una pecadora» fue establecida en la homilía 33 que el papa Gregorio I dio en el año 591, en el cual dijo: «Ella, la cual Lucas llama la mujer pecadora, la cual Juan llama María [de Betania], nosotros creemos que es María, de quien siete demonios fueron expulsados, según Marcos».
Difundida por los teólogos de los siglos III y IV, esta teoría gozó de mucha popularidad en el siglo XIX y constituyó un tema frecuente en la iconografía cristiana occidental.

## María Magdalena en los evangelios apócrifos

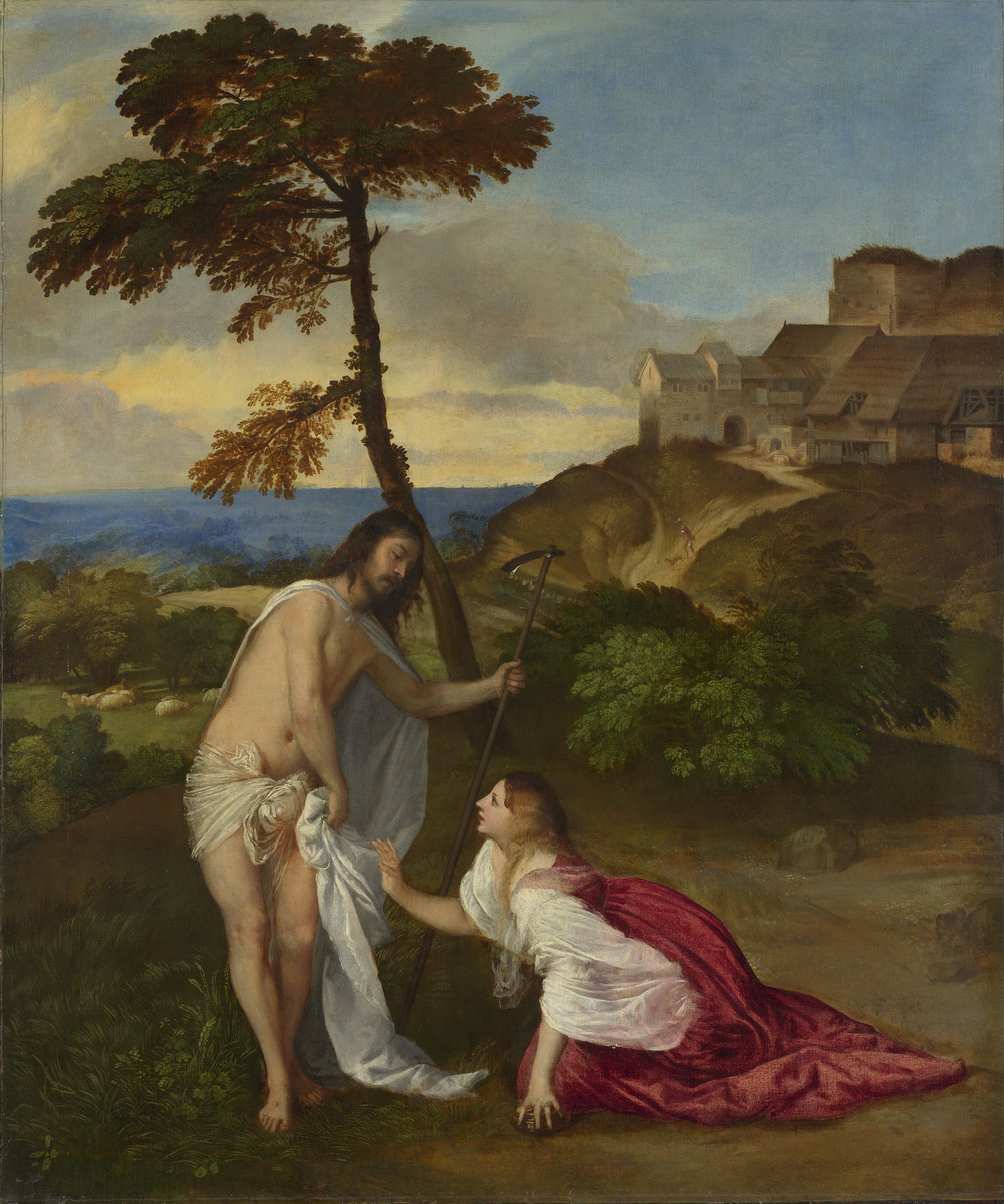
Así vio Tiziano la aparición de Jesús resucitado a María Magdalena, según Juan 20:11-18.

El Evangelio de Pedro solo menciona a María Magdalena en su papel de testigo de la resurrección de Jesús:

A la mañana del domingo, María la de Magdala, discípula del Señor -atemorizada a causa de los judíos, pues estaban rabiosos de ira, no había hecho en el sepulcro del Señor lo que solían hacer las mujeres por sus muertos queridos-, tomó a sus amigas consigo y vino al sepulcro en que había sido depositado.
Evangelio de Pedro, v.50.Santos Otero, de (1956, pp. 385-386)

En al menos dos de los textos gnósticos coptos encontrados en Nag Hammadi, el evangelio de Tomás y el Evangelio de Felipe, María Magdalena aparece mencionada como discípula cercana de Jesús, en una relación tan cercana como la de los apóstoles. En el Evangelio de Tomás hay dos menciones de Mariham (logia 21 y 114), que, según los estudiosos, hacen referencia a María Magdalena. La segunda mención forma parte de un pasaje enigmático que ha sido objeto de muy variadas interpretaciones: 

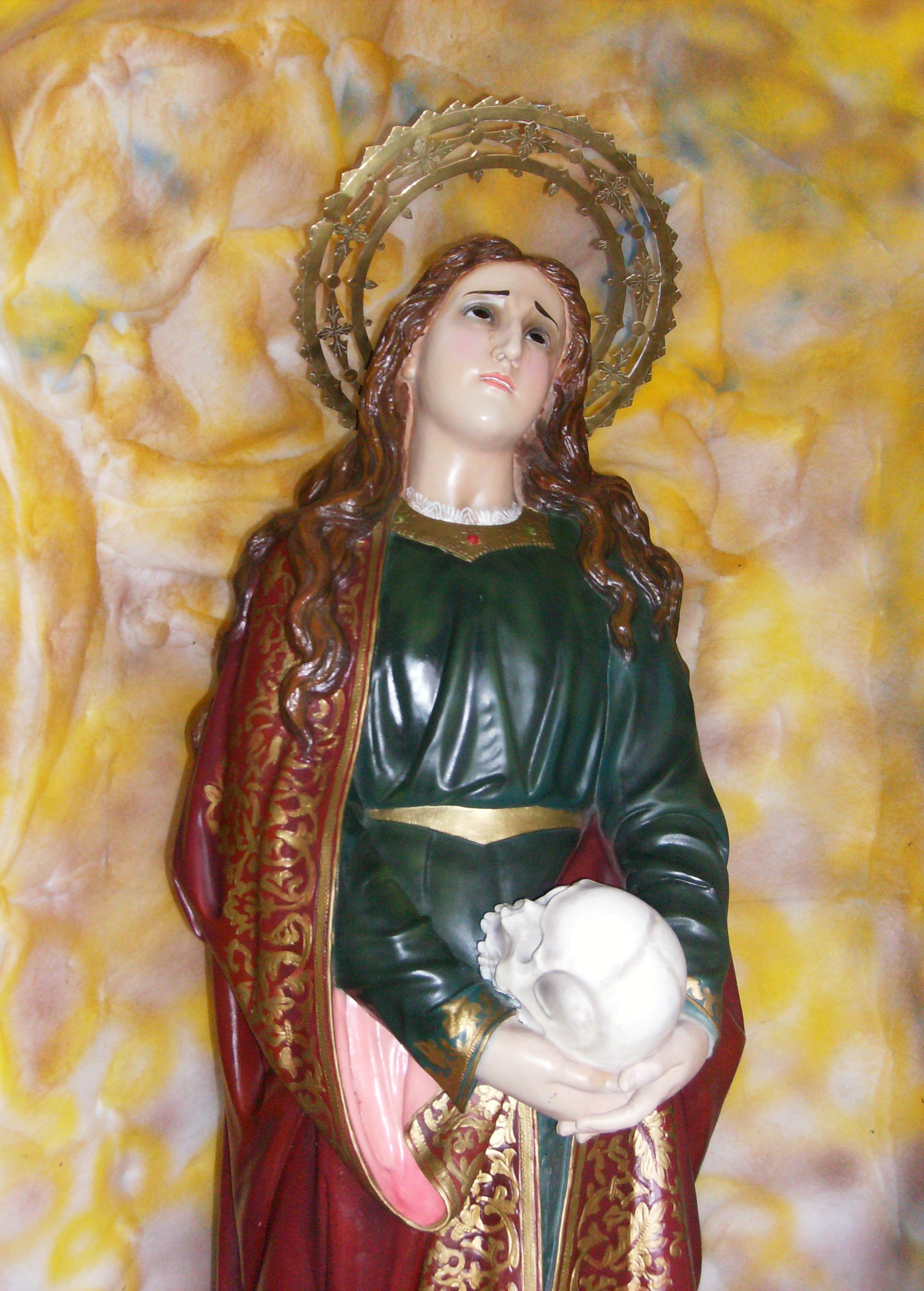
Sta. María Magdalena de Malambo.

Simón Pedro les dijo: «¡Que se aleje Mariham de nosotros!, pues las mujeres no son dignas de la vida». Dijo Jesús: «Mira, yo me encargaré de hacerla macho, de manera que también ella se convierta en un espíritu viviente, idéntico a vosotros los hombres: pues toda mujer que se haga varón, entrará en el reino del cielo»..
En el Evangelio de Felipe (log. 32) es considerada la compañera (κοινωνος) de Jesús:
Tres (eran las que) caminaban continuamente con el Señor: su madre María, la hermana de ésta y Magdalena, a quien se designa como su compañera [κοινωνος]. María es, en efecto, su hermana, su madre y su compañera..
No todos los estudiosos, sin embargo, están de acuerdo en que los evangelios de Tomás y de Felipe se refieran a María Magdalena. Para Stephen J. Shoemaker se trataría más bien de una referencia a la madre de Jesús. 
Por último, otra importante referencia al personaje se encuentra en el Evangelio de María Magdalena, texto del que se conservan solo dos fragmentos griegos del siglo III y otro, más extenso, en copto, del siglo V. En el texto, tres apóstoles discuten acerca del testimonio de María Magdalena sobre Jesús. Andrés y Pedro desconfían de su testimonio, y es Leví (el apóstol Mateo) quien defiende a María.

## Leyendas posteriores

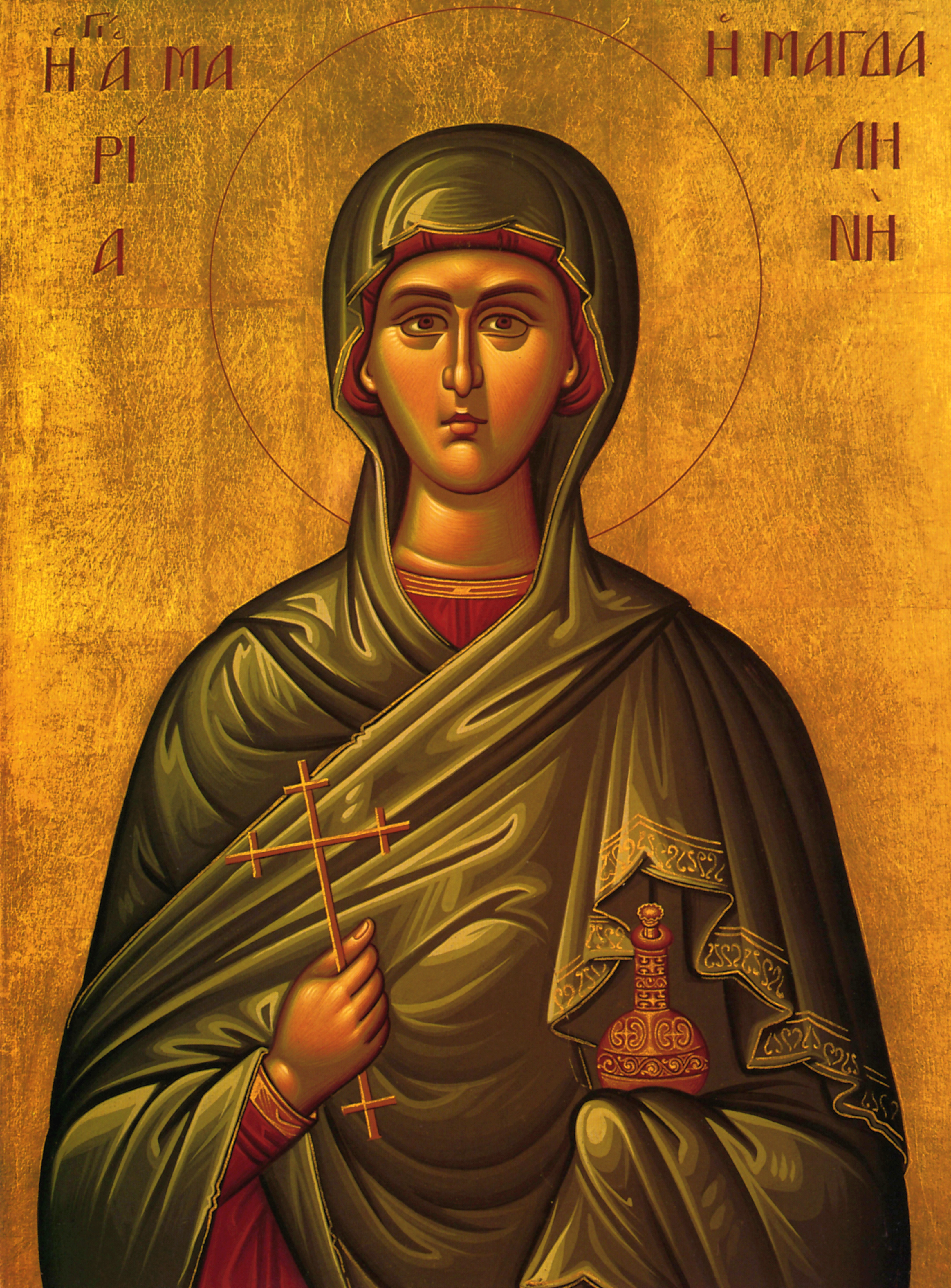
María Magdalena en un icono griego.

Según la tradición ortodoxa, María Magdalena se retiró a Éfeso con la Virgen María y el apóstol Juan, y murió allí. En 886 sus reliquias fueron trasladadas a Constantinopla, donde se conservan en la actualidad. Gregorio de Tours (De miraculis, I, xxx) corrobora la tradición de que se retiró a Éfeso, y no menciona ninguna relación con Francia. 
Más adelante, sin embargo, surgió en el mundo católico una tradición diferente, según la cual María Magdalena (identificada aquí con María de Betania), su hermano Lázaro y Maximino, uno de los setenta y dos discípulos, así como algunos compañeros, viajaron en barca por el Mar Mediterráneo huyendo de las persecuciones en Tierra Santa y desembarcaron finalmente en el lugar llamado Saintes Maries de la Mer, cerca de Arlés. Posteriormente, María Magdalena viajó hasta Marsella, desde donde emprendió, supuestamente, la evangelización de Provenza, para después retirarse a una cueva -La Sainte-Baume- en las cercanías de Marsella, donde habría llevado una vida de penitencia durante 30 años. Según esta leyenda, cuando llegó la hora de su muerte fue llevada por los ángeles a Aix-en-Provence, al oratorio de San Maximino, donde recibió el viático. Su cuerpo fue sepultado en un oratorio construido por Maximino en Villa Lata, conocido desde entonces como St. Maximin. 

### La tradición del huevo de Pascua
Existe una antigua tradición cristiana de pintar huevos de Pascua. Estos huevos simbolizan la nueva vida y a Cristo emergiendo de la tumba, de hecho, los cristianos ortodoxos acompañan esta tradición con la consigna: «¡Cristo ha resucitado!». 
Una tradición ortodoxa relata que tras la Ascensión, María Magdalena fue a Roma a predicar el evangelio. En presencia del emperador romano Tiberio, y sosteniendo un huevo de gallina, exclamó: «¡Cristo ha resucitado!». El emperador se rio y le dijo que eso era tan probable como que el huevo se volviera rojo. Antes de que acabara de hablar el huevo se había vuelto rojo.
Otra tradición habla[cita requerida] de que el corazón sagrado de Cristo quedaría encerrado en un recipiente con forma de huevo del que María Magdalena sería guardiana.

## Veneración de María Magdalena

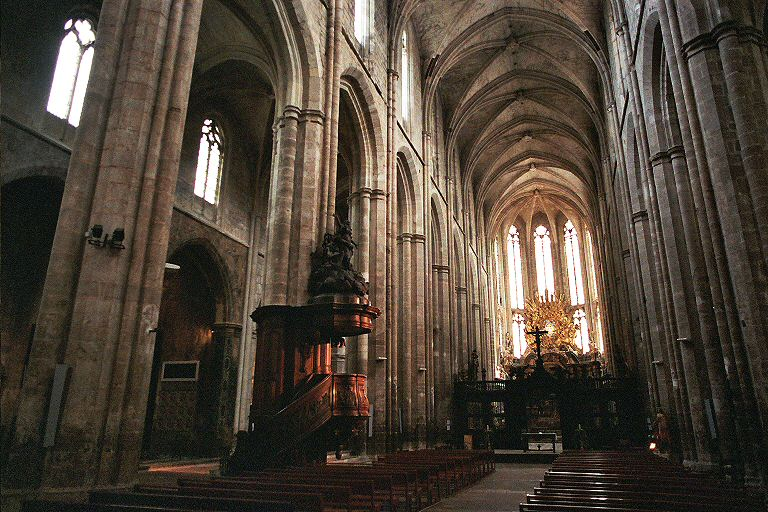
Interior de la basílica de Saint-Maximin-la-Sainte-Baume.

### Vézelay
El primer lugar de Francia en el que se sabe que hubo culto a María Magdalena fue la ciudad de Vézelay, en Borgoña. Aunque, según parece, en sus inicios el templo de Vézelay estaba dedicado a la virgen María, y no a María Magdalena, por alguna razón los monjes decidieron que la abadía era el lugar de enterramiento de María Magdalena, y están atestiguadas las peregrinaciones al sepulcro de María Magdalena en Vézelay desde al menos 1030. El 27 de abril de 1050, una bula del papa León IX colocaba oficialmente la abadía de Vézelay bajo el patronazgo de María Magdalena. Santiago de la Vorágine refiere la versión oficial del traslado de las reliquias de la santa desde su sepulcro en el oratorio de San Maximino en Aix-en-Provence hasta la recién fundada abadía de Vézelay, en 771. El san Maximino de esta leyenda es un personaje que combina rasgos del obispo histórico Maximino con el Maximino que según la leyenda acompañó a María Magdalena, Marta y Lázaro a Provenza.

### Saint-Maximin
Un culto posterior que atrajo numerosos peregrinos se inició cuando el cuerpo de María Magdalena fue oficialmente descubierto, el 9 de septiembre de 1279, en Saint-Maximin-la-Sainte-Baume, Provenza, por el entonces príncipe de Salerno, futuro rey Carlos II de Nápoles. En esa ubicación se construyó un gran monasterio dominico, de estilo gótico, uno de los más importantes del sur de Francia. 
En 1600, las supuestas reliquias fueron depositadas en un sarcófago mandado realizar por el papa Clemente VIII, pero la cabeza se depositó aparte, en un relicario. Las reliquias fueron profanadas durante la Revolución francesa. En 1814 se restauró el templo y se recuperó la cabeza de la santa, que se venera actualmente en ese lugar.

## María Magdalena según la Iglesia católica

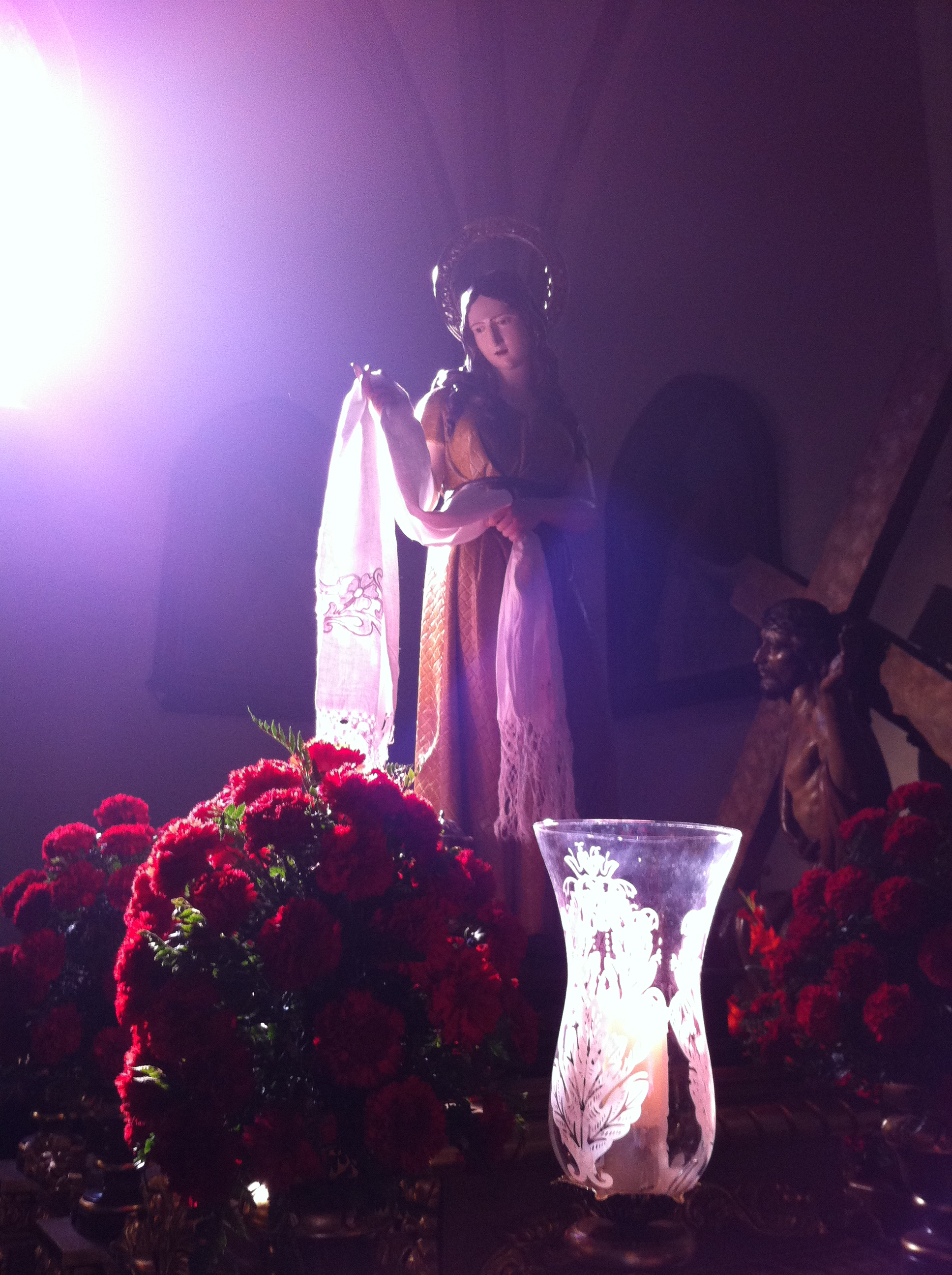
Culto a María Magdalena en Llanes, Asturias, España.

María Magdalena es venerada por la Iglesia católica oficialmente como Santa María Magdalena. Existen múltiples templos en todo el mundo dedicados a esta santa católica. Su onomástica es el 22 de julio.

### Magdalena penitente
Mientras que el cristianismo oriental honra especialmente a María Magdalena por su cercanía a Jesús, considerándola "igual a los apóstoles", en Occidente se desarrolló, basándose en su identificación con otras mujeres de los evangelios (véase más arriba) la idea de que antes de conocer a Jesús, había sido muy pecadora y de ahí viene el suponer, aunque la Iglesia católica no lo afirme, que se haya dedicado a la prostitución. 

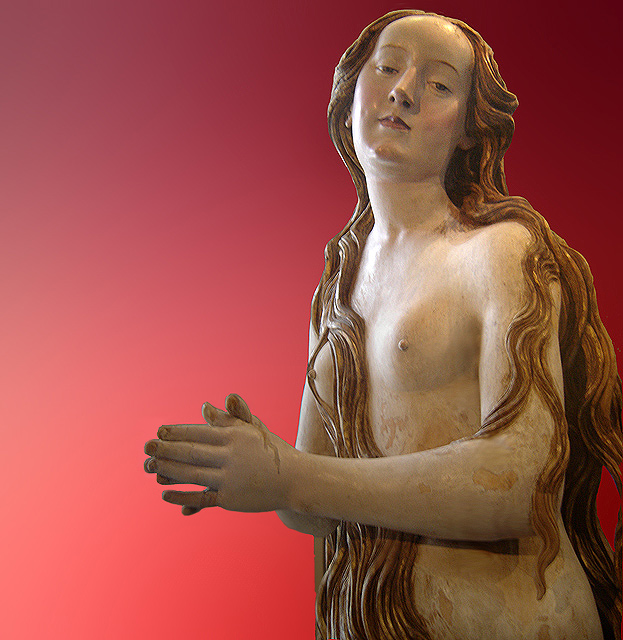
Gregor Erhart (?): María Magdalena (Museo del Louvre).

Esta idea nace, en primer lugar, de la identificación de María con la pecadora de quien se dice únicamente que era pecadora y que amó mucho; en segundo lugar, de la referencia en donde se dice, esta vez refiriéndose claramente a María Magdalena, que de ella «habían salido siete demonios». Como puede verse, nada en estos pasajes evangélicos permite concluir que María Magdalena se dedicase a la prostitución. 
No se sabe con exactitud cuándo comenzó a identificarse a María Magdalena con María de Betania y la mujer que entró en la casa de Simón el fariseo, pero ya en una homilía del papa Gregorio Magno (muerto en 591) se expresa inequívocamente la identidad de estas tres mujeres, y se muestra a María Magdalena como prostituta arrepentida. Por eso la leyenda posterior hace que pase el resto de su vida en una cueva en el desierto, haciendo penitencia y mortificando su carne, y son frecuentes en el arte occidental las representaciones de la «Magdalena penitente». 
La imagen de María Magdalena como penitente también puede ser confundida gracias a la tradición de María Egipcíaca, santa del siglo V, quien según La vida de los Santos de Jacobo de la Vorágine, se había dedicado a la prostitución y se retiró al desierto a expiar sus culpas. Es común ver representaciones de María Egipcíaca, con los cabellos largos que cubren su cuerpo o envuelta con carrizos, símbolos de su penitencia en el desierto. Estos atributos en ocasiones acompañan a la Magdalena, creando a veces la confusión de ambas santas.
En la tradición católica, por tanto, María Magdalena pasó a ser un personaje secundario, a pesar de su indudable importancia en la tradición evangélica. El relegamiento que sufrió María Magdalena ha sido relacionado por algunos autores con la situación subordinada de la mujer en la Iglesia. A esta opinión oponen algunos teólogos católicos la especial consideración que guarda la Iglesia para con Santa María, madre de Jesús, venerada con hiperdulía, en tanto que los apóstoles y los otros santos son venerados con dulía.
En 1969, el papa Pablo VI retiró del calendario litúrgico el apelativo de «penitente» adjudicado tradicionalmente a María Magdalena; asimismo, desde esa fecha dejaron de emplearse en la liturgia de la festividad de María Magdalena la lectura del Evangelio de Lucas acerca de la mujer pecadora. Desde entonces, la Iglesia católica ha dejado de considerar a María Magdalena una prostituta arrepentida. Sin embargo, esta visión continúa siendo la predominante para muchos católicos.
En 1988, el papa Juan Pablo II en la carta Mulieris Dignitatem se refirió a María Magdalena como la "apóstol de los apóstoles" y señaló que en "la prueba más difícil de fe y fidelidad" de los cristianos, la Crucifixión, "las mujeres demostraron ser más fuertes que los apóstoles".
El 10 de junio de 2016, la Congregación para el Culto Divino y la Disciplina de los Sacramentos publicó un decreto por el cual se eleva la celebración de santa María Magdalena al grado de fiesta en el Calendario romano general, por expreso deseo del papa Francisco. Arthur Roche señaló en su artículo en el L’Osservatore Romano titulado Apostolorum apostola que la decisión se enmarca en el contexto eclesial actual a favor de una reflexión más profunda sobre la dignidad de la mujer, la nueva evangelización y la grandeza de la misericordia divina. El propio Roche señaló que «es justo que la celebración litúrgica de esta mujer tenga el mismo grado de fiesta dado a la celebración de los apóstoles en el Calendario Romano General y que resalte la especial misión de esta mujer, que es ejemplo y modelo para toda mujer en la Iglesia».

### María Magdalena y otras santas católicas
María Magdalena fue fuente de inspiración para dos de las místicas y doctoras de la Iglesia más importantes en el catolicismo:  santa Teresa de Ávila, quien refirió haber recibido ayuda espiritual de la Magdalena
y santa Teresa del Niño Jesús, quién admiraba este amor tan profundo relatado en el Evangelio en el cual María Magdalena piensa en servir a quien ama; así, Teresa decidió dedicar su vida a quién más amaba: Jesús de Nazaret. En 1894 escribió: «Jesús nos ha defendido en la persona de María Magdalena».

## Teorías contemporáneas acerca de María Magdalena

### Sobre su relación con Jesús

Magdalena penitente, por Francesco Hayez.

Algunos autores recientes han puesto en circulación una hipótesis según la cual María Magdalena habría sido la esposa, o la compañera sentimental, de Jesús de Nazaret, además de la depositaria de una tradición cristiana de signo feminista que habría sido cuidadosamente ocultada por la Iglesia católica. Estas ideas fueron desarrolladas primero en algunos libros de pseudohistoria, como El enigma sagrado («The Holy Blood and the Holy Grail», 1982), de Michael Baigent, Richard Leigh, Henry Lincoln; y La revelación de los templarios («The Templar Revelation», 1997), de Lynn Picknett y Clive Princey. En estos libros se mencionaba además una hipotética dinastía fruto de la unión entre Jesús de Nazaret y María Magdalena. Posteriormente estas ideas han sido aprovechadas por varios autores de ficción como Peter Berling (Los hijos del Grial) y Dan Brown (El código Da Vinci, 2003), entre otros.
Los partidarios de esta idea se apoyan en tres argumentos: 

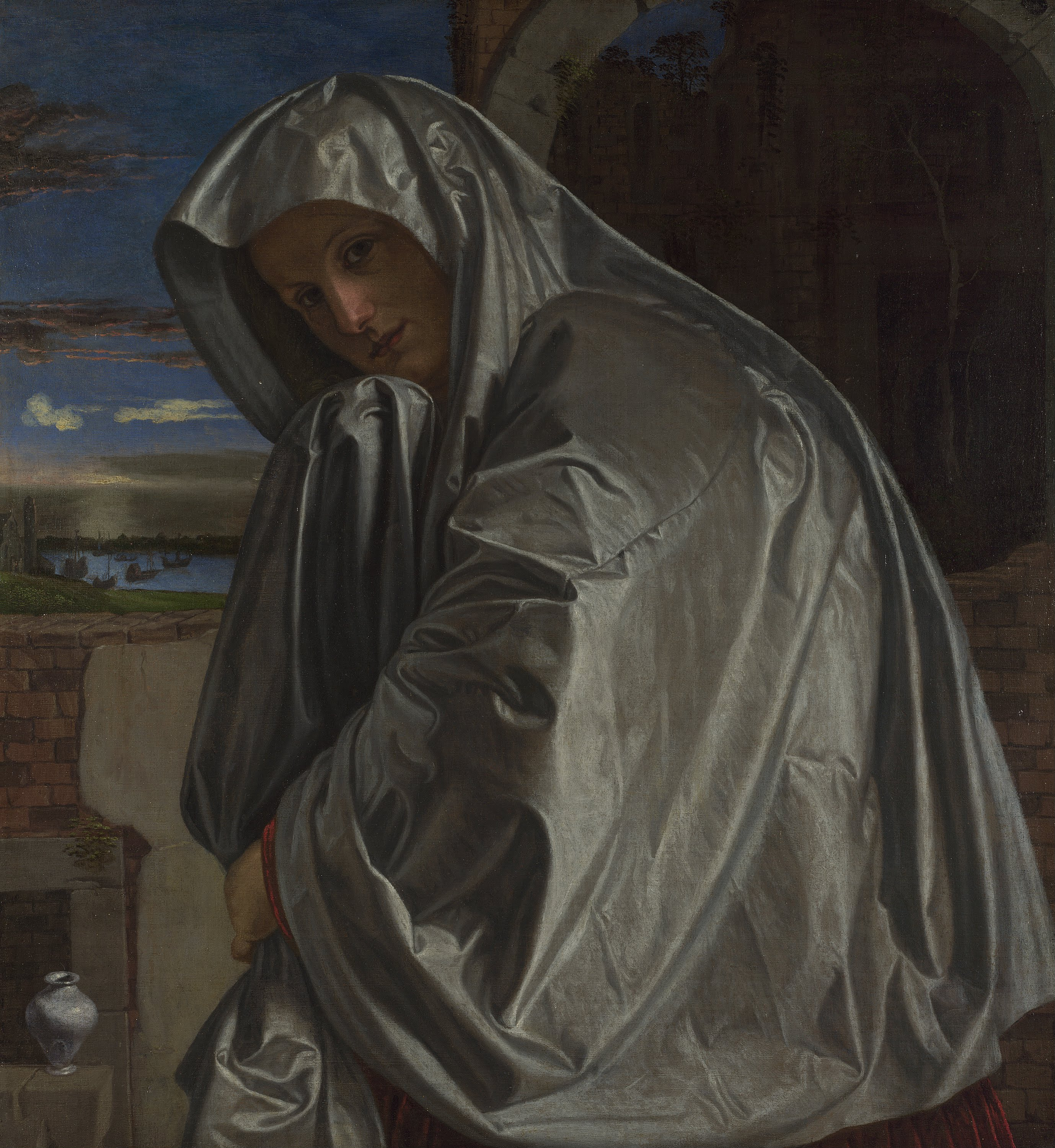
María Magdalena, Giovanni Girolamo Savoldo.

1. En varios textos gnósticos, como el Evangelio de Felipe, se muestra que Jesús tenía con María Magdalena una relación de mayor cercanía que con el resto de sus discípulos, incluidos los apóstoles. En concreto, el Evangelio de Felipe habla de María Magdalena como «compañera» de Jesús. Sin embargo, su autor usa el término copto hotre, que puede servir tanto para una unión sexual como para una simple acompañante. También en el mismo Evangelio y en el Segundo Apocalipsis de Santiago se menciona que Jesús la besaba en la boca. Sin embargo, el ósculo o beso santo era para los gnósticos el inicio de un acto donde se recibía una revelación.
2. En los evangelios canónicos María Magdalena es (excluyendo a la madre de Jesús) la mujer que más veces aparece, y es presentada además como seguidora cercana de Jesús. Su presencia en los momentos cruciales de la muerte y resurrección de Jesús podría sugerir que estaba ligada a él por lazos conyugales. Pero esta deducción es considerada por los estudiosos como fantasiosa.
3. Otro argumento que esgrimen los defensores de la teoría del matrimonio entre Jesús y María Magdalena es que en la Palestina de la época era raro que un varón judío de la edad de Jesús (unos treinta años) permaneciese soltero, especialmente si se dedicaba a enseñar como rabino, ya que eso hubiese ido en contra del mandamiento divino «Creced y multiplicaos». No obstante, el judaísmo que profesó Jesús era muy distinto del actual, y el papel del rabino no estaba todavía bien definido. Solo después de la destrucción del Segundo Templo, en 70, el papel del rabino quedó establecido con claridad en las comunidades judías. Antes de Jesús, está atestiguada la existencia de maestros religiosos solteros, como el profeta Jeremías y, ya en el siglo I a. C., se dieron muchísimos casos entre los esenios. También Juan el Bautista fue soltero, según todos los indicios. Más adelante, algunos primeros cristianos, como Pablo de Tarso, serían también predicadores célibes.

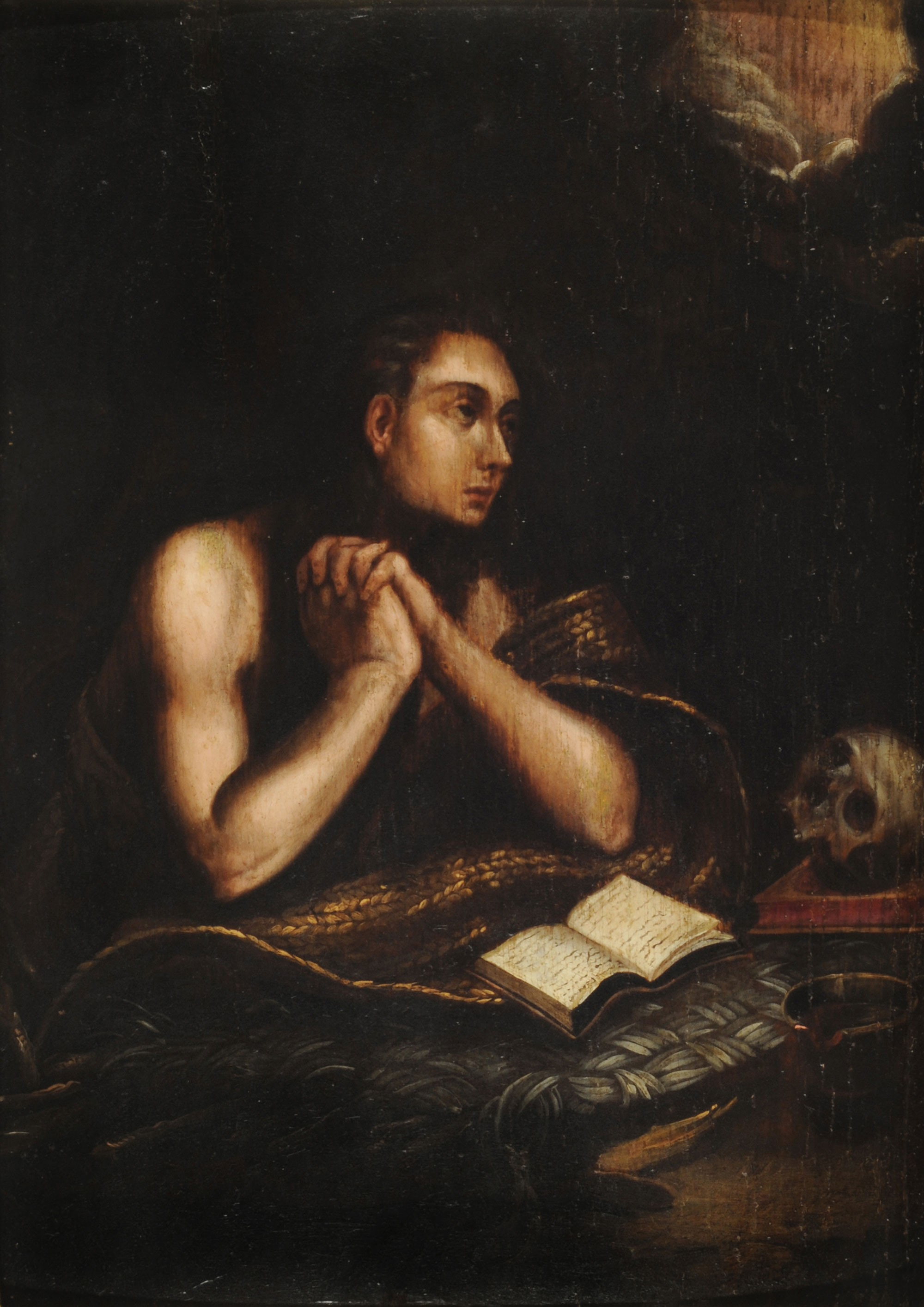
Magdalena penitente.

Sin embargo, no existe ningún pasaje ni en los evangelios canónicos ni en los apócrifos que permita afirmar que María de Magdala fue la esposa de Jesús de Nazaret. Para la mayoría[cita requerida] de los estudiosos del Jesús histórico es una posibilidad que ni siquiera merece ser tomada en serio; entre ellos destaca Bart Ehrman quien concluye que la evidencia histórica no dice nada, «ciertamente nada que indique que Jesús y María (Magdalena) tuvieron una relación sexual de ninguna naturaleza». Ehrman señala que la pregunta que la gente le formula con mayor frecuencia es si María Magdalena y Jesús se casaron. Su respuesta es: «No es verdad que los rollos del Mar Muerto contengan Evangelios que hablen de María (Magdalena) y Jesús. [...] No es verdad que un casamiento de María (Magdalena) y Jesús se discuta repetidamente en los Evangelios que no entraron en el Nuevo Testamento (el canon). De hecho, no se discute nunca ni se menciona siquiera una vez. [...] No es verdad que el Evangelio de Felipe llame a María la esposa de Jesús». Regino Cortes también concluye la inexistencia de tal relación marital como un error desde el punto de vista bíblico y una irrealidad desde un punto de vista fáctico. Otro biblista contemporáneo de primer orden ironizó al respecto:

A veces los biblistas que se dedican a buscar cualquiera de las obras que hasta el momento se dan por perdidas, o a publicarlas,
no se ven libres del sensacionalismo; y, por supuesto, aunque no colaboren con ella, la prensa disfruta con el sensacionalismo. Si se me permite generalizar, con una cierta dosis de cinismo, los lectores que no tienen interés en lograr a través de los evangelios canónicos un mayor conocimiento de Jesús, parecen embelesados ante cualquier nueva obra que venga a insinuar que ¡Jesús bajara de la cruz, se casara con María Magdalena, y se fuera a la India a vivir tranquilamente!
Raymond Edward Brown

### Sobre la autoría delCuarto Evangelio
Ramón K. Jusino propuso la teoría de que María Magdalena pudo ser el «discípulo a quien amaba Jesús» que se presenta como autor del Evangelio de Juan y que es tradicionalmente identificado con el apóstol Juan. Jusino se basó en el hecho de que en varios textos apócrifos, como los citados más arriba, se dice que hubo una relación de especial cercanía entre Jesús y María Magdalena. Raymond E. Brown hipotetizó que el Evangelio de Juan recogería la tradición de una comunidad a la que él denominó comunidad joánica o juánica. Según Jusino, esa comunidad podría remontarse al testimonio de María Magdalena como testigo ocular de Jesús. Esta teoría de Jusino no cuenta con la aceptación de la mayor parte de los historiadores e investigadores bíblicos.

## María Magdalena en la cinematografía
| Año  | Título                                                                 | Director                     | Actriz Intérprete                   |
| ---- | ---------------------------------------------------------------------- | ---------------------------- | ----------------------------------- |
| 1914 | Mary Magdalene                                                         | -                            | Constance Crawley                   |
| 1942 | Jesús de Nazareth (Cine Mexicano)                                      | José Díaz Morales            | Adriana Lamar                       |
| 1946 | María Magdalena: Pecadora de Magdala                                   | Miguel Contreras Torres      | Medea de Novara                     |
| 1948 | Reina de reinas: La Virgen María                                       | Miguel Contreras Torres      | Medea de Novara                     |
| 1952 | El mártir del calvario                                                 | Miguel Morayta               | Alicia Palacios                     |
| 1958 | La spada e la croce /La espada y la cruz                               | Carlo Ludovico Bragaglia     | Yvonne De Carlo                     |
| 1961 | Rey de Reyes                                                           | Nicholas Ray                 | Carmen Sevilla                      |
| 1965 | The Greatest Story Ever Told                                           | George Stevens               | Joanna Dunham                       |
| 1969 | Jesús, nuestro Señor                                                   | Miguel Zacarías              | Nélida Bottini                      |
| 1973 | Jesucristo Superstar                                                   | Norman Jewison               | Yvonne Elliman                      |
| 1977 | Jesús de Nazareth (Miniserie)                                          | Franco Zeffirelli            | Anne Bancroft                       |
| 1979 | Jesus                                                                  | John Krish                   | Talia Shapira                       |
| 1988 | La última tentación de Cristo                                          | Martin Scorsese              | Barbara Hershey                     |
| 1988 | Historias animadas del Nuevo Testamento: "El resucitó"                 | Richard Rich                 | (animación) voz: Jayne Luke         |
| 1998 | El Libro de la Vida                                                    | Hal Hartley                  | PJ Harvey                           |
| 1999 | Jesús (película para TV)                                               | Roger Young                  | Debra Messing                       |
| 2000 | El hombre que hacía milagros                                           | Derek W. Hayes               | (animación) voz: Miranda Richardson |
| 2000 | Gli amici di Gesù - Maria Maddalena /Amigos de Jesús - María Magdalena | Raffaele Mertes              | Maria Grazia Cucinotta              |
| 2004 | La pasión de Cristo                                                    | Mel Gibson                   | Monica Bellucci                     |
| 2006 | En busca de la tumba de Cristo                                         | Giulio Base                  | Ornella Muti                        |
| 2006 | El Código Da Vinci                                                     | Ron Howard                   | Charlotte Graham                    |
| 2007 | Magdalena libre de culpa                                               | Charlie Jordan Brookins      | Rebecca Ritz                        |
| 2008 | Mary Magdalene: Saint or Sinner?                                       | Martin Kemp, Sean Smith      | Lucy Shaljian                       |
| 2011 | María de Nazaret                                                       | Giacomo Campiotti            | Paz Vega                            |
| 2012 | Jesucristo Superstar                                                   | Andrew Lloyd Webber          | Melanie Chisholm                    |
| 2013 | La Biblia miniseries (The Bible)                                       | Christopher Spencer          | Amber Rose Revah                    |
| 2014 | Jesucristo Superstar                                                   | Andrew Lloyd Webber          | Nicole Scherzinger                  |
| 2014 | Son of God (Hijo de Dios)                                              | Christopher Spencer          | Amber Rose Revah                    |
| 2017 | Mary Magdalene                                                         | Garth Davis                  | Rooney Mara                         |
| 2018 | Jesus (serie de televisión)                                            | Edgard Miranda               | Day Mesquita                        |
| 2018 | María Magdalena (serie de televisión)                                  | Felipe Cano, Rodrigo Lalinde | María Fernanda Yepes                |